# Sex (Tila Tequila)
Sex è il primo EP pubblicato il 20 marzo 2007 della cantante e personaggio televisivo statunitense Tila Tequila.
La pubblicazione contiene sei brani inediti che spaziano dalla Dance pop fino al Power pop. Nel disco non viene incluso nessun singolo della cantante pubblicato in precedenza.
Nel luglio del 2007 il sito italiano MusicBlob rivelò che Tila era stata citata in giudizio dalla sua etichetta The Saturday Team e da Icon Music Entertainment Services per una violazione del contratto relativa alla pubblicazione del disco.

## Tracce
1. Intro – 3:05
2. Sex – 3:41
3. Little Brat – 3:12
4. Rat Room – 3:24
5. Summer Nightfalls – 2:55
6. Lipstick Flavored Cherries – 3:49